# 선띤현
선띤현(베트남어: Huyện Sơn Tịnh / 縣山靜)은 베트남 남중부 지방 꽝응아이성의 현이다.

## 행정 구역
선띤현은 11사를 관할하고 있다.

### 사
- 띤박 사 (Xã Tịnh Bắc, 靜北社)
- 띤빈 사 (Xã Tịnh Bình, 靜平社)
- 띤동 사 (Xã Tịnh Đông, 靜東社)
- 띤장 사 (Xã Tịnh Giang, 靜江社)
- 띤하 사 (Xã Tịnh Hà, 靜河社)
- 띤히엡 사 (Xã Tịnh Hiệp, 靜協社)
- 띤민 사 (Xã Tịnh Minh, 靜明社)
- 띤퐁 사 (Xã Tịnh Phong, 靜豊社)
- 띤선 사 (Xã Tịnh Sơn, 靜山社)
- 띤토 사 (Xã Tịnh Thọ, 靜壽社)
- 띤짜 사 (Xã Tịnh Trà, 靜茶社)